# Mód Péter
Mód Péter (Nagyalásony, 1911. május 21. – Budapest, 1996. szeptember 21.) politikus, diplomata. 
A neves történésszel, Mód Aladárral csak névrokonságban állt.

## Élete
Sokgyermekes falusi tanítócsalád legfiatalabb tagja. Szülei: Mód György ev. tanító, Mendel Viktória. A helyi elemi iskola elvégzése után a Dunántúli Református Egyházkerület Pápai Főiskoláján folytatta tanulmányait. 1929-32-ben a Pázmány Péter Tudományegyetemen tanult, többek között Fejtő Ferenc és Rajk László társaságában, ahol tanári diplomát szerzett. 1931-től részt vett a munkásmozgalomban, 1932-ben letartóztatták, elítélték és kizárták az egyetemről. Szabadulása után Budapesten és Pápán vett részt az illegális pártmunkában. 1935-től 1938-ig Párizsban a Sorbonne-on tanult és a kommunista vezetésű tömegszervezetekben dolgozott. A háború alatt bekapcsolódott a francia ellenállási mozgalomba. A nemzetközi emigráció vezető szervének tagja, a francia partizánhadsereg századosa volt.
Hazatérése után 1945-től a Magyar Kommunista Párt (MKP) budapesti és országos káderosztályán dolgozott, 1947-től 1949-ig a Külügyminisztériumban dolgozott tanácsosi rangban. Rajk miniszteri kinevezésétől kabinetfőnök és személyzeti csoportvezető, majd 1948. szeptembertől az elnöki osztály vezetője. 1949 januárjától májusáig Párizsban Károlyi Mihály követ mellett követségi tanácsos volt. Hazarendelték, majd 1949. június 2-án még a repülőtéren letartóztatták. Felesége a letartóztatásának hírére öngyilkos lett. 1950-ben a Rajk-ügyben koholt vádak alapján életfogytiglani börtönbüntetésre ítélték. 1954-ben rehabilitálták és egy évig, 1955-56-ig a Fővárosi Szabó Ervin Könyvtár igazgatója volt. 1956-ban ismét a Külügyminisztériumba került osztályvezetőként, októberben Magyarország athéni követévé nevezték ki. 1956. december 20-ától 1962-ig nagyköveti rangban Magyarország állandó ENSZ-képviselője volt. 1962-től 1968-ig a külügyminiszter első helyettese, 1968-tól 1974-ig párizsi magyar nagykövet lett. 1974-ben az UNESCO mellett működő állandó magyar képviselet vezetőjévé nevezték ki. 1975-től 1988-ig az MSZMP Központi Bizottságának tagja volt.

## Művei
- Mód Péter: Néhány mozaik Magyarország és az UNESCO kapcsolatáról. In A 40 éves UNESCO és Magyarország. Vál. és szerk.: Salgó Lászlóné. Magyar UNESCO Bizottság, Budapest, 1986, 21–37. o.
- Mód Péter: „A nemzetközi együttműködés szükségesebb, mint bármikor!" In: Honismeret, 1987 (15. évfolyam) 4. sz.

## Dokumentumfilmek
- Mód Péter interjú, 1989
- XX. századunk (38. rész, Századunk 1941-1949, magyar dokumentumfilm sorozat, rendezte: Bokor Péter) Mód Péter a Rajk-perről. (1989-es interjúrészlet)